# Leptactina formosa
Leptactina formosa är en måreväxtart som beskrevs av Karl Moritz Schumann. Leptactina formosa ingår i släktet Leptactina och familjen måreväxter.
Artens utbredningsområde är Kongo-Kinshasa. Inga underarter finns listade i Catalogue of Life.